# Regateo
El regateo es un proceso por el cual el comprador solicita rebajar el precio de un bien o servicio que ofrece el vendedor. Es un proceso a través del cual se hacen visibles los intereses de los demandantes y oferentes. El vendedor trata de alzar el precio mientras que el comprador trata de rebajarlo con la finalidad de llegar a un acuerdo. En ocasiones no hay acuerdo que satisfaga a las dos partes y no se lleva a cabo la compra/venta. Se puede decir que es una discusión del comprador y del vendedor sobre el precio de algo.
El regateo es una estrategia alternativa al establecimiento del precio fijo de los bienes y servicios. El regateo ha desaparecido en muchas partes del mundo, donde el precio del tiempo de regateo es mayor que la ganancia de la venta en sí misma. Sigue existiendo en mercadillos callejeros (por ejemplo, en Medellín, Colombia, Ecuador, México o en Paraguay, Panamá o Mozambique o para bienes más caros).
En las guías de viajero, suele indicarse cuanto (en %) suele poder regatearle un turista a un vendedor. Por eso cuando se hacen búsquedas en internet, se puede asociar la palabra "regateo" con el lugar a visitar, para saber como es la costumbre allí: ej "regateo Marruecos".
Como palabra, puede usarse en forma de verbo "regatear" o incluso en el lenguaje escucharse así "le regateé lo más posible" "regateamos hasta un precio razonable".
Pueden encontrarse consejos de la manera de "regatear" en guías para turistas como la que se cita de Guatemala.

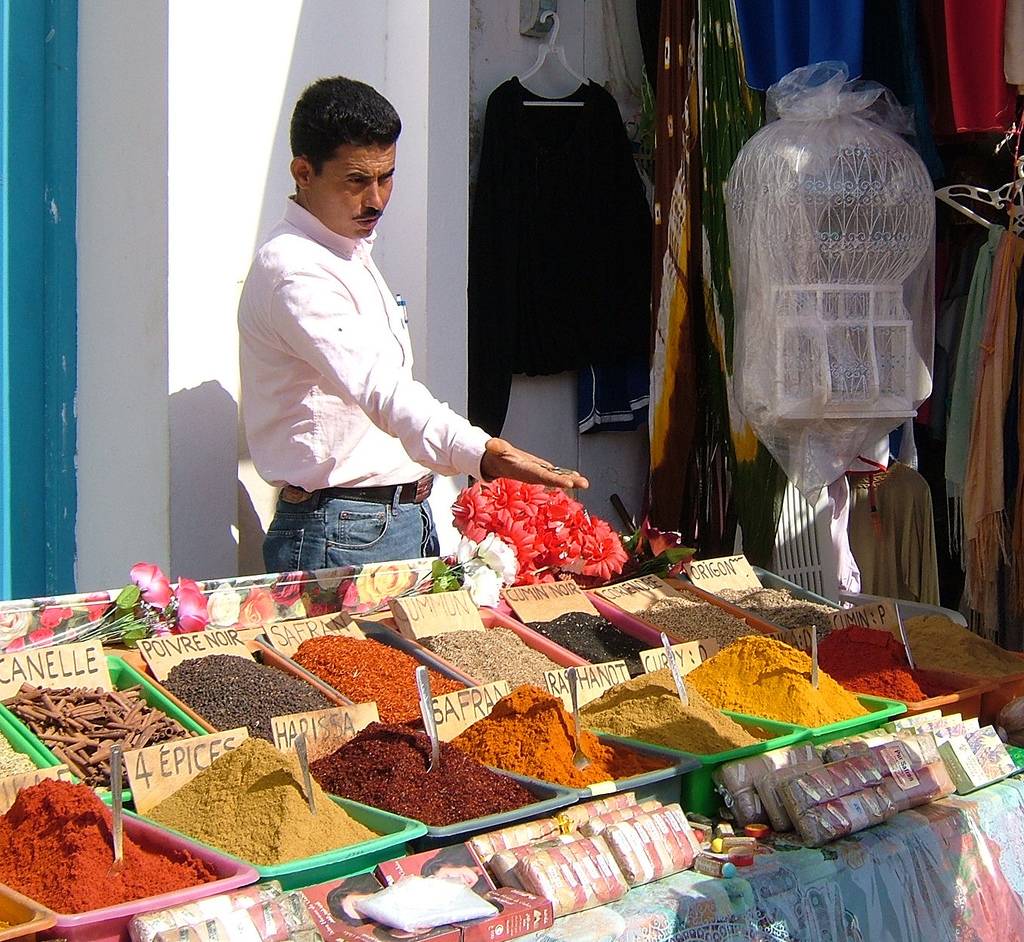
Mercado de especias Djerba, Túnez.

## Diferencias regionales
En América del Norte y Europa, la negociación suele estar restringida a artículos caros o únicos (automóviles, antigüedades, joyas, arte, bienes raíces, ventas comerciales de negocios) y entornos de ventas informales, como mercadillos y ventas de garaje. En otras regiones del mundo, la negociación puede ser la norma, incluso para pequeñas transacciones comerciales.

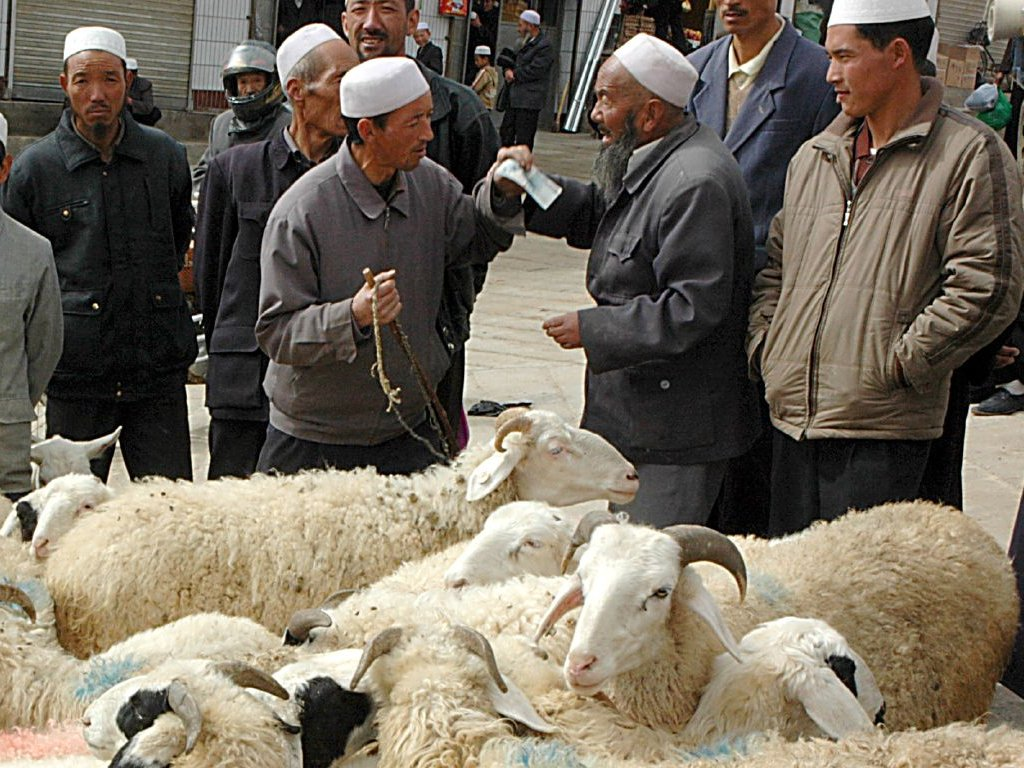
Dongxiangs de la provincia de Gansu regateando el precio de las ovejas

En Indonesia y en otras partes de Asia, los locales regatean por bienes y servicios en todas partes, desde los mercados callejeros hasta los hoteles. Incluso los niños aprenden a regatear desde una edad temprana. Participar en esa tradición puede hacer que los extranjeros se sientan aceptados. Por otro lado, en Tailandia, el regateo parece ser más suave que en otros países debido a la cultura tailandesa, en la que las personas tienden a ser humildes y evitan las discusiones. Sin embargo, se desaconseja en gran medida el regateo de alimentos en el sudeste de Asia y se considera un insulto, porque la comida se considera una necesidad común que no debe tratarse como un bien comerciable.
En casi todas las grandes negociaciones comerciales complejas, se produce una cierta cantidad de negociación. Una manera "occidental" simplificada de decidir cuándo es el momento de negociar es dividir la negociación en dos etapas: crear valor y reclamar valor. Reclamar valor es otra frase para negociar. Muchas culturas se ofenden cuando perciben que el otro lado comenzó a negociar demasiado pronto. Esta ofensa es generalmente como resultado de querer primero crear valor por más tiempo antes de negociar juntos. La cultura china, por el contrario, le da mucho más valor a tomarse el tiempo para construir una relación comercial antes de comenzar a crear valor o negociar. No entender cuándo comenzar la negociación ha arruinado muchas de las negociaciones comerciales por lo demás positivas.
En las áreas donde la negociación en el nivel minorista es común, la opción de negociar a menudo depende de la presencia del propietario de la tienda. Una cadena de tiendas administrada por empleados es más propensa a usar precios fijos que una tienda independiente administrada por un propietario o uno de los empleados de confianza del propietario.
El ambiente de la tienda también se puede usar para indicar si la negociación es o no apropiada. Por ejemplo, una tienda cómoda y con aire acondicionado con precios publicados generalmente no permite la negociación, pero un puesto en un bazar o mercado se puede. Los supermercados y otras cadenas de tiendas casi nunca permiten la negociación. Sin embargo, la importancia del ambiente puede depender del compromiso cultural con la negociación. En Israel, los precios de los artículos diarios (ropa, artículos de tocador) pueden negociarse incluso en una tienda de estilo occidental atendida por un empleado.

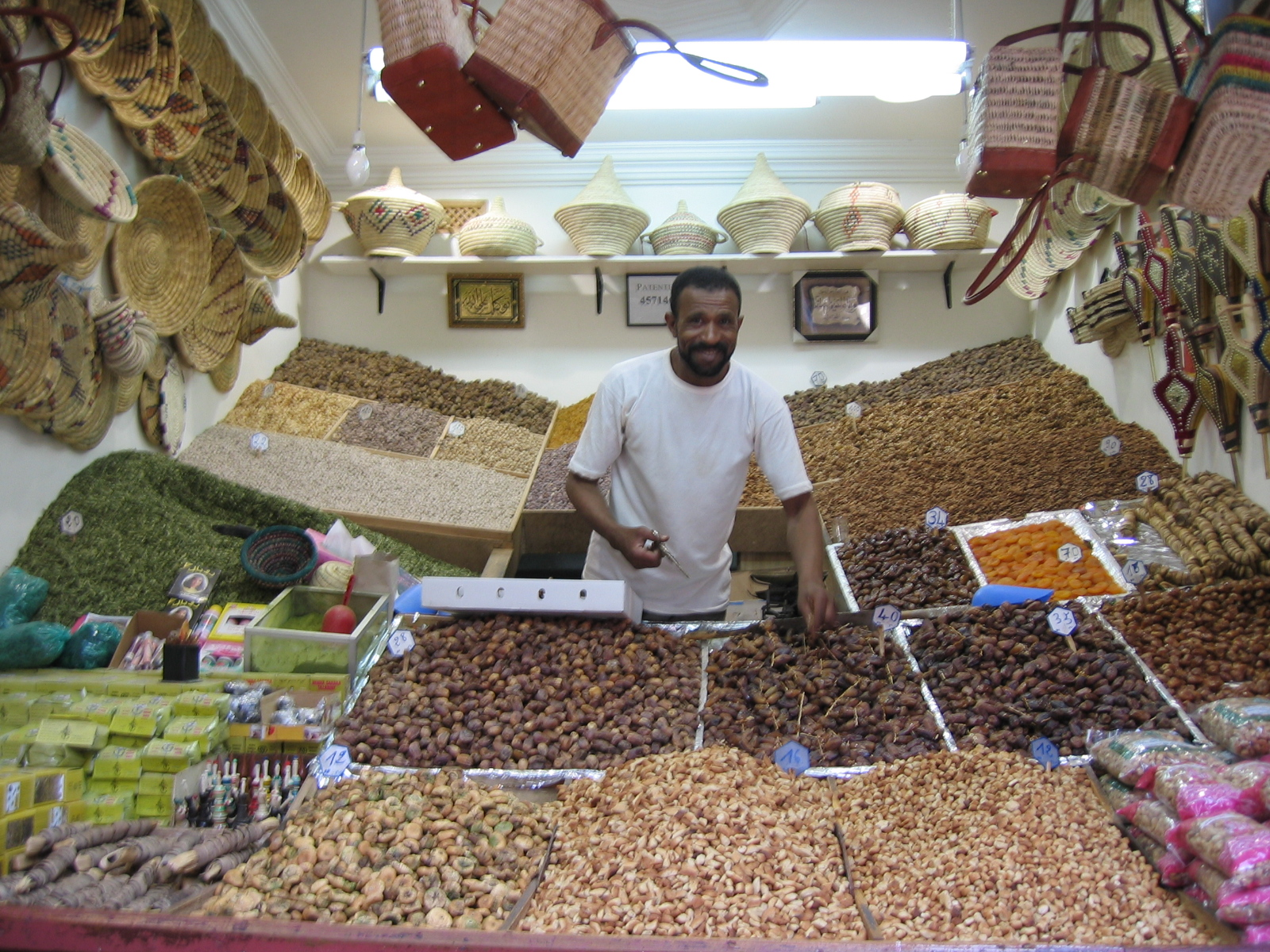
Un puesto en el Zoco de Marrakech

## Teorías

### Teoría del comportamiento
La teoría de la personalidad en la negociación enfatiza que el tipo de personalidad determina el proceso de negociación y su resultado. Una teoría del comportamiento popular trata con una distinción entre los partidarios de la línea dura y los de línea suave. Varios artículos de investigación se refieren a los de línea dura como guerreros, mientras que los de línea suave son tenderos. Varía de una región a otra. La negociación puede tener lugar más en áreas rurales y semiurbanas que en una ciudad metropolitana.

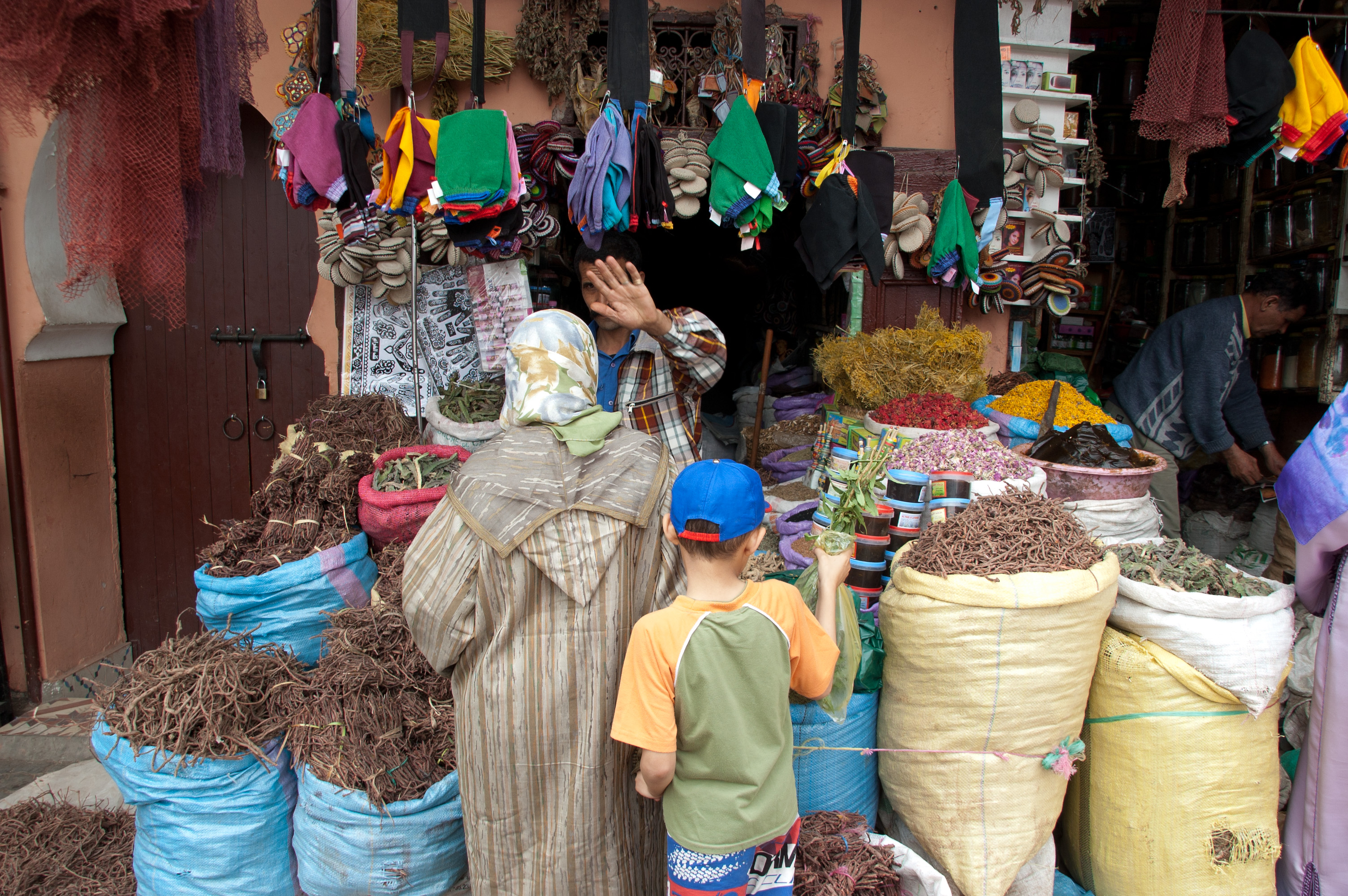
Regateo en el zoco de Marrakech

### Teoría de juegos
Los juegos de negociación se refieren a situaciones en las que dos o más jugadores deben llegar a un acuerdo sobre cómo distribuir un objeto o cantidad monetaria. Cada jugador prefiere llegar a un acuerdo en estos juegos, en lugar de abstenerse de hacerlo. Sin embargo, cada uno prefiere que el acuerdo favorezca sus intereses. 
Los jugadores en una negociación pueden tratar el objetivo como un todo en un momento dado. El problema también se puede dividir para que partes del objetivo completo estén sujetas a negociación en diferentes etapas.

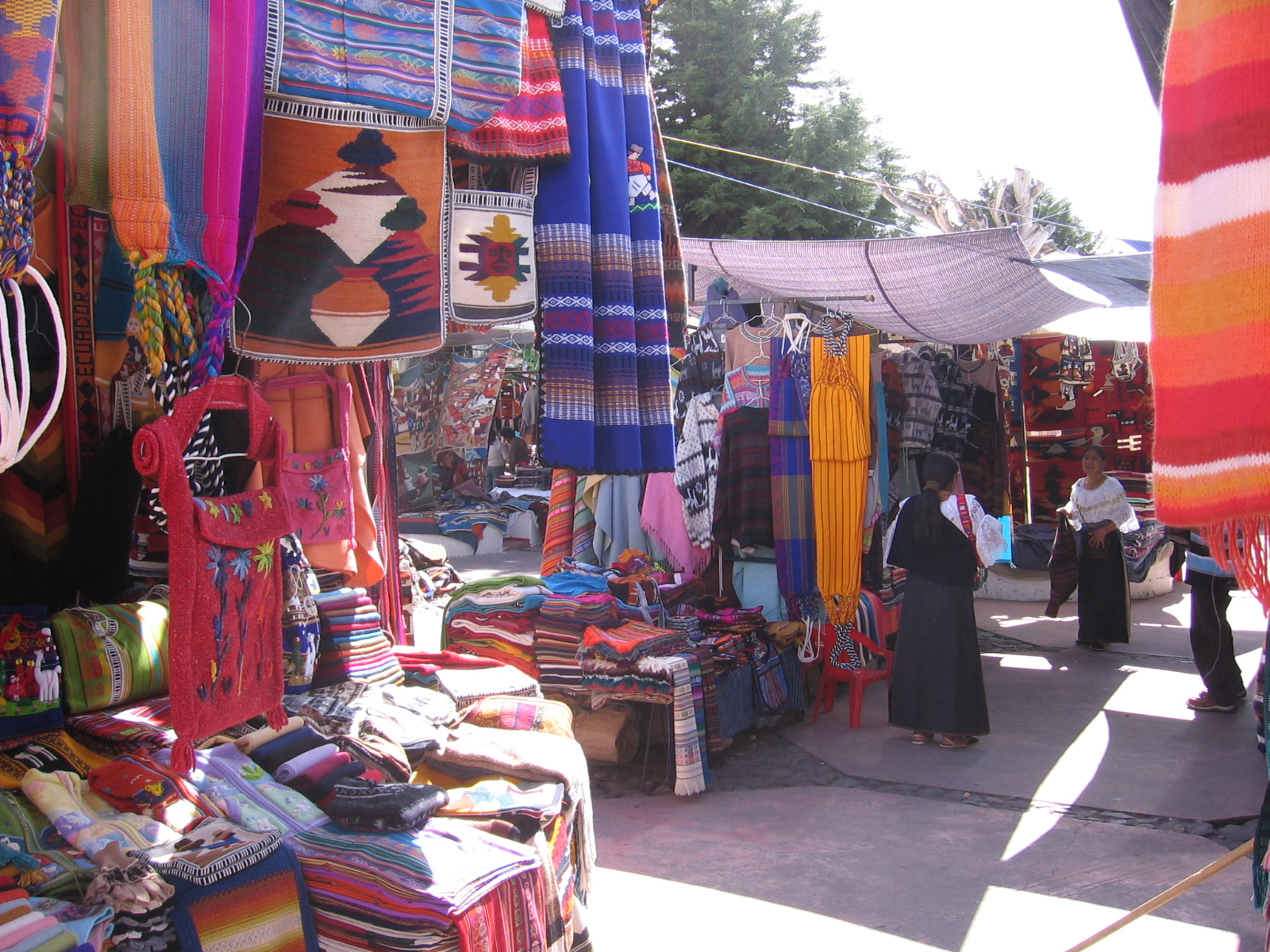
El mercado del sábado en Otavalo, Ecuador.

En un problema clásico de negociación, el resultado es un acuerdo alcanzado entre todas las partes interesadas. Está claro que estudiar cómo las partes individuales toman sus decisiones es insuficiente para predecir qué acuerdo se alcanzará. Sin embargo, la teoría de negociación clásica asume que cada participante en un proceso de negociación elegirá entre posibles acuerdos, siguiendo la conducta predicha por el modelo de elección racional. Se asume particularmente que las preferencias de cada jugador con respecto a los posibles acuerdos pueden representarse mediante una función del teorema de utilidad de von Neumann-Morgenstern.
John Forbes Nash [1950] define un problema clásico de negociación como un conjunto de asignaciones conjuntas de utilidad, algunas de las cuales corresponden a lo que los jugadores obtendrían si llegaran a un acuerdo, y otras que representan lo que obtendrían si no lo hicieran.
Un juego de negociación para dos jugadores se define como un par (F, d) donde F es el conjunto de posibles asignaciones conjuntas de utilidad (posibles acuerdos), y d es el punto de desacuerdo.
Para la definición de una solución de negociación específica, es habitual seguir la propuesta de Nash, estableciendo los axiomas que esta solución debería satisfacer. Algunos de los axiomas más frecuentes utilizados en la construcción de soluciones de negociación son la eficiencia, la simetría, la independencia de alternativas irrelevantes, la invarianza escalar, la monotonía, etc.

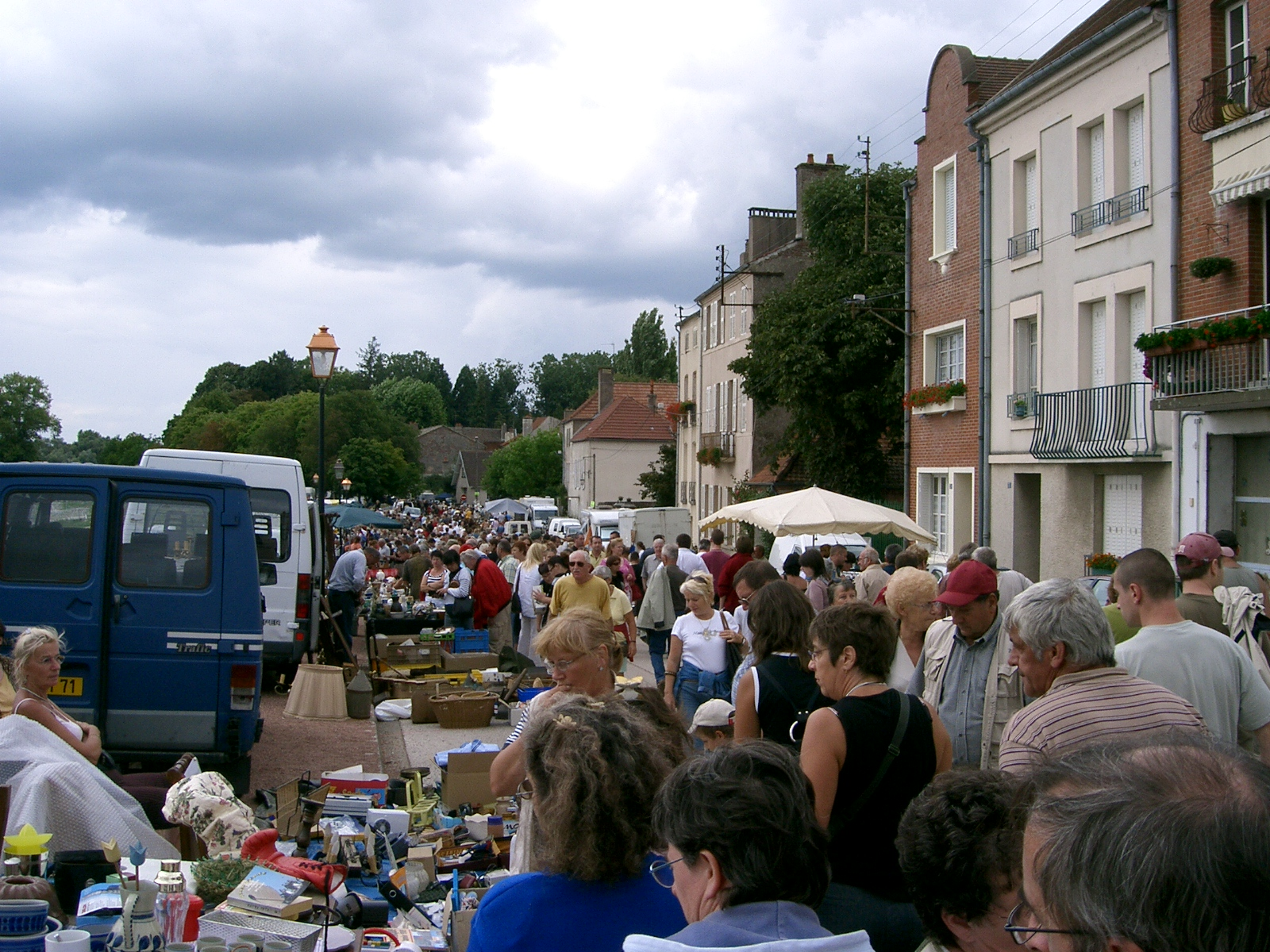
Vide grenier de Seurre, Francia

La solución de negociación de Nash es la solución de negociación que maximiza el producto de las utilidades de un agente en el conjunto de negociación.
La solución de negociación de Nash, o equilibrio de Nash sin embargo, solo trata de la estructura más simple de la negociación. No es dinámica (no trata de cómo se logran los resultados del óptimo de Pareto). En cambio, para situaciones en las que la estructura del juego de negociación es importante, es útil un enfoque más teórico de juegos. Esto puede permitir que las preferencias de los jugadores en el tiempo y el riesgo se incorporen a la solución de la negociación. También puede mostrar cómo los detalles pueden importar para definir la solución óptima para un negociador en concreto y para todos en general. 

### Negociación automatizada
Cuando una situación de negociación es compleja, encontrar el equilibrio de Nash es difícil usando la teoría de juegos. Los métodos de computación evolutiva se diseñaron para la negociación automática y demostraron ser eficientes y efectivos para aproximarse al equilibrio de Nash.

### Negociación y precios publicados en los mercados minoristas
Los minoristas pueden optar por vender a precios publicados o permitir la negociación: vender a un precio publicado público compromete al minorista a no explotar a los compradores una vez que ingresan a la tienda, haciendo que la tienda sea más atractiva para los clientes potenciales, mientras que una estrategia de negociación tiene la ventaja de permite al minorista discriminar los precios entre diferentes tipos de clientes. En algunos mercados, como los de automóviles y productos electrónicos caros, las empresas publican precios pero están dispuestas a regatear con los consumidores. Cuando aumenta la proporción de consumidores que regatean, los precios tienden a subir.

### Teoría procesual

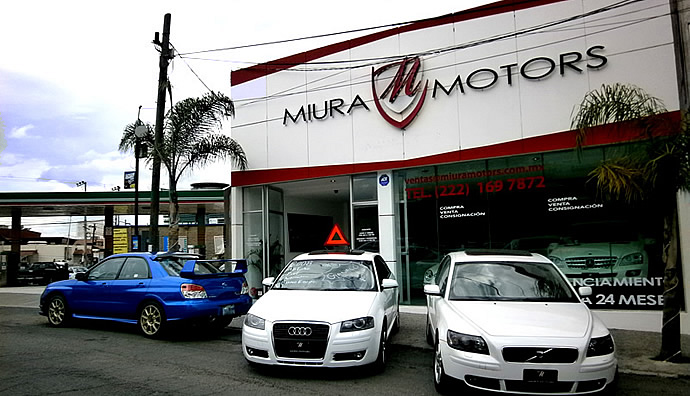
Tienda de venta de automóviles

Esta teoría aísla los elementos distintivos de la cronología de la negociación para comprender mejor la complejidad del proceso de negociación. Varias características clave de la teoría procesual incluyen:
- Rango de negociación
- Riesgo crítico
- Punto de seguridad

### Teoría integradora
La negociación integradora (también llamada "negociación basada en intereses", "negociación mutuamente beneficiosa") es una estrategia de negociación en la que las partes colaboran para encontrar una solución "ganar-ganar" para su negociación. Esta estrategia se enfoca en desarrollar acuerdos mutuamente beneficiosos basados en los intereses de los contendientes. Los intereses incluyen las necesidades, deseos, preocupaciones y temores importantes para cada lado. Son las razones subyacentes por las cuales las personas se involucran en una negociación.

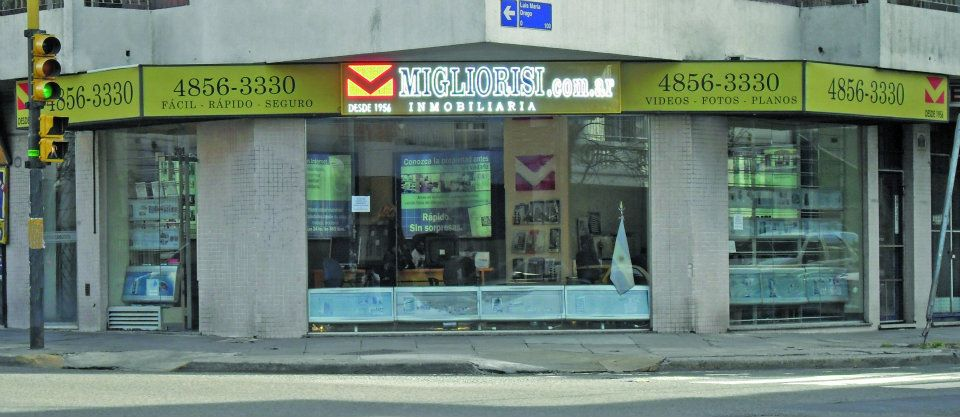
Inmobiliaria

"Integrativo se refiere a la posibilidad de que los intereses de las partes [se combinen] en formas que creen valor conjunto o amplíen el negocio". El potencial de integración solo existe cuando hay múltiples problemas involucrados en la negociación. Esto se debe a que las partes deben poder hacer concesiones entre los problemas para que ambas partes estén satisfechas con el resultado.

### Teoría narrativa
Un enfoque muy diferente a la conceptualización de la negociación es como la construcción conjunta de una narrativa social, donde la lógica narrativa, en lugar de la lógica económica, impulsa el resultado.

### Fijación de precios
El precio de anclaje es la primera oferta realizada durante el proceso de negociación. La primera oferta establece las primeras condiciones para la fijación de precios, con lo que se "ancla" el resultado resultante de la transacción.